# Улица Викулова
Улица Вику́лова — магистральная улица в жилом районе «ВИЗ» Верх-Исетского административного района Екатеринбурга.

## История и происхождение названия
Улица впервые зафиксирована на плане Верх-Исетского завода первой половины XIX века (из архива Н. С. Алфёрова), условно соотносимом с генеральном планом этого завода 1826 года.
До 1921 года улица была безымянной и выполняла функцию межуличного проезда. В 1921 году получила название улицы Чернорабочих. Своё современное название улица получила 18 января 1959 года на основе решения свердловского горисполкома от 30 октября 1958 года в честь Александра Викулова — одного из первых членов ССРМ Верх-Исетского завода, пулемётчика одного из отрядов Красной гвардии, погибшего в бою с белыми 6 сентября 1918 года.
В начале 1970-х годов улица начала застраиваться многоэтажными жилыми домами типовых серий.

## Расположение и благоустройство
Улица проходит параллельно улице Заводской. Начинается от пересечения с улицей Кирова, далее идёт в направлении на юго-юго-запад, через 200 м после пересечения с улицей Металлургов поворачивает на юго-запад и заканчивается у пересечения с Лялинской улицей. Пересекается с улицами Татищева, Ключевской, Крауля, Металлургов, Плотников, Кизеловской, Лагоды, Рабочих, Шекспира, Коперника, Котовского, Литейной, Отрадной, Грязнова, Шайтанским переулком, Лялинской. Справа на улицу выходит улица Венгерских Коммунаров и переулок Старателей. Слева примыканий к улице нет.
Протяжённость улицы составляет около 3 км. Ширина проезжей части в кварталах между улицами Татищева и Металлургов — от 12 до 18 м (по две полосы в каждую сторону движения), в остальных кварталах ширина проезжей части — одна полоса в каждую сторону движения. На пересечении с улицей Татищева улица перекрыта многоэтажным жилым домом (Татищева, 90). На протяжении улицы Викулова имеется два светофора и два нерегулируемых пешеходных перехода. С обеих сторон улица оборудована тротуарами (не на всём протяжении) и уличным освещением (на участке многоэтажной застройки). Нумерация домов начинается от улицы Кирова.

## Транспорт
Автомобильное движение на всей протяжённости улицы двустороннее.

### Наземный общественный транспорт
Улица является важной районной транспортной магистралью, связывающей юг и север жилого района «ВИЗ». По улице осуществляется автобусное и трамвайное движение, ходят маршрутные такси.

### Ближайшие станции метро
Действующих станций метро поблизости нет. К 2020 году на улице в месте пересечения с улицей Крауля планировалось открыть станцию 2-й линии Екатеринбургского метрополитена  «Металлургическая». Однако из-за отсутствия финансирования строительство отложено на неопределенный срок.